# Disneyland

Jeden z elementów Disneylandu

Disneyland (wymowa: ˈdɪzniˌlænd) – potoczna nazwa sieci parków rozrywki, w których wszystkie atrakcje są inspirowane filmami wytwórni Walt Disney Studio. Pomysłodawcą stworzenia Disneylandu był Walt Disney. Po parku przechadzają się filmowe postacie, z którymi można sobie zrobić zdjęcie, odbywają się parady i przedstawienia, a w każdym parku jest wiele atrakcji: karuzel, rollercoasterów, przejażdżek, wszystkich inspirowanych filmami Disneya. Na świecie jest sześć Disneylandów, zlokalizowane są na trzech kontynentach – trzy w Azji (w Szanghaju, Hongkongu i Tokio) dwa w Ameryce Północnej (w Kalifornii i na Florydzie) oraz jeden w Europie (w Paryżu).
Inspiracją dla projektu zamku, będącego symbolem każdego Disneylandu, jest zamek Neuschwanstein. 
Parki odwiedzane są przez miliony ludzi na całym świecie. Paryski Disneyland jest jedną z najpopularniejszych atrakcji turystycznych w Europie – rocznie odwiedza go ok. 14 mln osób; tak wysoką frekwencją nie mogą pochwalić się ani Luwr, ani wieża Eiffla.

## Historia
Budowa pierwszego Disneylandu w Kalifornii zajęła zaledwie rok – rozpoczęto ją w lipcu 1954, a 365 dni później odbyło się oficjalne otwarcie. Walt Disney osobiście doglądał prac, a pierwszym gościem parku była jego żona, którą zabrał do niego z okazji 30. rocznicy ich ślubu, tuż przed oficjalnym otwarciem parku. Walt miał w kalifornijskim Disneylandzie swój prywatny apartament na Main Street, w którym pomieszkiwał do śmierci w 1966 roku.
Pierwszy z parków został otwarty 17 lipca 1955 roku w Anaheim w Kalifornii. Walt Disney powiedział wtedy: „Witam Was, Was wszystkich, którzy wchodzicie do tej szczęśliwej krainy: Disneyland to Wasza kraina. Tutaj starsi mogą przypomnieć sobie piękną przeszłość, a młodzi cieszyć się obietnicą pięknej przyszłości… Disneyland powstał, żeby spełniać marzenia, idee i plany, które stworzyły Amerykę i które – mam nadzieję – będą źródłem radości i inspiracji dla całego świata”. Otwarcie było transmitowane przez amerykańską telewizję, przed bramą zgromadziło się znacznie więcej osób niż organizatorzy się spodziewali i przez wiele dni dostanie się do Disneylandu było dla wielu osób marzeniem. Każdego roku parki rozrywki Disneya odwiedzają miliony ludzi na całym świecie. Najstarszy gość Disneylandu w Paryżu miał 106 lat.

## Lokalizacje
Na świecie jest obecnie 6 Disneylandów:
- Disneyland Resort (Anaheim w Kalifornii, USA, powstały w 1955). Składa się z 2 parków tematycznych: 
  - Disneyland Park (1995)
  - Disney California Adventure Park (2001)

- Walt Disney World Resort (niedaleko Orlando na Florydzie, USA powstały w 1971). To największy pod względem zajmowanej powierzchni Disneyland na świecie, park rozciąga się na 12 732 ha. Składa się z 5 parków tematycznych: 
  - Magic Kingdom (1971)
  - Epcot (1982)
  - Disney's Hollywood Studios (1989)
  - Disney's Animal Kingdom (1998)
  - Toy Story Land (2018)

- Tokyo Disneyland (Tokio w Japonii, powstały w 1983). Składa się z 2 parków tematycznych: 
  - Tokyo Disneyland (1983)
  - Tokyo DisneySea (2001)

- Disneyland Resort Paris (w Paryżu, Marne-la-Vallée we Francji, 1992). Składa się z 2 parków tematycznych: 
  - Disneyland Park (1992)
  - Walt Disney Studios Park (2002)

- Hong Kong Disneyland Resort w Hongkongu, powstały w 2005. Składa się z jednego parku tematycznego:
  - Hong Kong Disneyland Park

- Shanghai Disney Resort w Szanghaju – otwarty w 2016. Składa się z jednego parku tematycznego:
  - Shanghai Disneyland